# Le donne dispettose
Le donne dispettose és una òpera en tres actes composta per Niccolò Piccinni sobre un llibret italià d'Antonio Palomba. S'estrenà al Teatro dei Fiorentini de Nàpols el tardor de 1754.
Le donne dispettose era la primera òpera de Piccinni i obtingué un èxit notable. Arran d'aquesta acollida favorable, el Teatro San Carlo li encarregà la composició d'una opera seria, Zenobia -amb llibret de Metastasio—, estrenada el 1756 i que repetí l'èxit anterior.	